# Joonee Gamboa
Jose Espineli „Joonee“ Gamboa (* 7. August 1936 in Manila, Commonwealth der Philippinen) ist ein philippinischer Schauspieler und Synchronsprecher.

## Leben
Anfang der 1970 debütierte Gamboa in Nebenrollen in einigen Filmproduktionen. Er wurde 1977 beim Metro Manila Film Festival als bester Nebendarsteller für den Film Burlesk Queen ausgezeichnet.
1998 wirkte er in der deutschen Produktion der Fernsehreihe Tatort in der Folge Manila mit. Ab Mitte der 2000er Jahre wechselte sein schauspielerischer Schwerpunkt auf Fernsehserien. So verkörperte er 2011 in 51 Episoden die Rolle des Father Fabian in der Fernsehserie Guns and Roses. Im Folgejahr stellte er mit den Charakteren Father Benedict Cruz in Dahil sa pag-ibig und Father William Ramos in Lorenzo's Time zwei weitere Geistliche in Fernsehserien dar.
Er wohnt in Malolos City und gehörte zum Ensemble des Gemeindetheaters Barasoain Kalinangan Foundation, Inc. in Malolos. 

## Filmografie

### Schauspieler
- 1970: Santiago!
- 1970: Tubog sa ginto
- 1971: The Beast of the Yellow Night
- 1971: Pagdating sa dulo
- 1971: Stardoom
- 1971: Lilet
- 1973: May isang brilyante
- 1973: Liebesgrüße aus Fernost (Wonder Women)
- 1973: Lupang hinirang
- 1973: Ophella at Paris
- 1974: Tinimbang ka ngunit kulang
- 1974: TNT Jackson
- 1974: Kommando Höllenengel (Savage Sisters)
- 1975: Lady Luck
- 1975: Lorelei
- 1975: Supercock
- 1975: Manila
- 1975: Ang madugong daigdig ni Salvacion
- 1975: Cover Girl Models
- 1975: Tag-ulan sa tag-araw
- 1976: Daluyong at Habagat
- 1976: Ay, Manuela
- 1976: Ihalik mo ako sa diyos!
- 1976: Kaming matatapang ang apog!
- 1976: Bluthunde vom Teufel zerrissen ((High Velocity))
- 1976: Bong bong
- 1976: Tiket Mama! Tiket Ale! Sa Linggo ang Bola.
- 1977: Nagbababang asero
- 1977: Tutubing kalabaw tutubing karayom
- 1977: Killing Devil – Die gefährlichste Waffe: Ihr Körper (Too Hot to Handle)
- 1977: Totoy Bato
- 1977: Maligno
- 1977: Burlesk Queen
- 1978: Mokong
- 1978: Ibalik mo ang araw sa mundong makasanan
- 1978: Gisingin mo ang umaga
- 1978: Patayin si ... Mediavillo
- 1978: Pagputi ng uwak... Pag-itim ng tagak
- 1978: Ein Mann wird zum Killer (Death Force)
- 1978: The Jess Lapid Story
- 1978: Kid kaliwete
- 1979: High School Circa '65
- 1979: At muling nagbaga ang lupa
- 1979: Durugin si Totoy Bato
- 1980: Aguila
- 1980: Tanikala
- 1980: Palaban
- 1980: Gabi ng lagim ngayon
- 1980: Pag-ibig ko, hatiin ninyo
- 1980: Brutal
- 1981: Die Rache des Ninja (Enter the Ninja)
- 1981: San Basilio
- 1981: Tondo Girl
- 1981: Tartan
- 1982: Palengke Queen
- 1982: Ein Jahr in der Hölle (The Year of Living Dangerously)
- 1982: Bambang
- 1983: Kirot
- 1983: Firestorm – Die letzte Schlacht (W)
- 1983: Dugong buhay
- 1983: Karnal
- 1984: Mad Warrior
- 1984: Sa ngalan ng anak
- 1984: Pasukuin si Waway
- 1984: Kung tawagin siya'y animal
- 1984: Apoy sa iyong kandungan
- 1984: Ubusan ng lahi
- 1984: Lovingly Yours, Helen (Fernsehfilm)
- 1984: Mga ibong pipit
- 1984: Minanong magat
- 1984: Virgin People
- 1984: Missing in Action
- 1984: Sa hirap at ginhawa
- 1984: Muntinlupa
- 1984: Snake Sisters
- 1984: Nardong Putik (Kilabot ng cavite) Version II
- 1984: Firebird Connection (The Firebird Conspiracy)
- 1985: Sloane – Die Gewalt im Nacken (Sloane)
- 1985: Mga paru-parong buking
- 1985: Manila Gang War
- 1985: Ma'am May We Go Out?
- 1985: Moises Padilla Story: The Missing Chapter
- 1985: God Save Me!
- 1985: Ano ang kulay ng mukha ng Diyos?
- 1985: Firestorm – Die letzte Schlacht (W)
- 1986: Deadly Target
- 1986: Asong gubat
- 1986: Cordillera
- 1986: Bakit madalas ang tibok ng puso!
- 1986: Blood War
- 1986: Silk
- 1986: Jailbreak 1958
- 1986: Der Dschungelwolf (Jungle Wolf)
- 1987: Anak ng lupa
- 1987: Kamandag ng kris
- 1987: Ultimatum Ceasefire
- 1987: Saan nagtatago ang pag-ibig?
- 1987: G.I. Baby
- 1987: Boy Tornado
- 1987: Saigon Commandos
- 1988: Haw haw de karabaw
- 1988: Ambush
- 1988: Sheman: Mistress of the Universe
- 1988: Violent Zone
- 1988: Ein gefährliches Leben (A Dangerous Life) (Mini-Serie, 3 Episoden)
- 1989: Walang panginoon
- 1989: Arrest Patrolman Rizal Alih, Zamboanga Massacre
- 1989: Kahit wala ka na
- 1989: Ipaglalaban ko
- 1989: Blutiger Horizont (Cruel Horizon)
- 1989: Ang babaeng nawawala sa sarili
- 1989: Primary Target
- 1989: Try Hard Too: Born on the 3rd of July
- 1989: Blutiges Lang Mei (Last Stand at Lang Mei)
- 1990: Kunin mo ang ulo ni Ismael
- 1990: Brandzeichen der Hölle (Demonstone)
- 1990: Enemy
- 1991: Sa kabila ng lahat
- 1991: Ipagpatawad mo
- 1991: Tukso layuan mo ako!
- 1991: Kapag nag-abot ang langit at lupa
- 1991: Lintik lang ang walang ganti!
- 1991: Joey Boy Munti: 15 anyos ka sa Muntinglupa
- 1991: Ganti ng api
- 1991: Barbi for President
- 1992: Ali in Wonderland
- 1992: Mario Sandoval
- 1992: Magnong Rehas
- 1992: Tough Guys
- 1992: Canary Brothers of Tondo
- 1992: Jerry Marasigan WPD
- 1993: Ligaw-ligawan kasal-kasalan bahay-bahayan
- 1994: Fortunes of War
- 1995: Closer to Home
- 1996: No Excape (The Chain)
- 1996: Robo Warriors – Die Schlacht der Kampfgiganten (Robo Warriors)
- 1996: In naam der koningin (Fernsehserie)
- 1998: Wangbu
- 1998: Warfreak
- 1998: Tatort: Manila (Fernsehfilm)
- 1999: Burlesk King
- 1999: Brokedown Palace
- 1999: Pepeng Agimat
- 2000: Bayaning 3rd World
- 2000: Pedrong palad
- 2000: Col. Elmer Jamias: Barako ng Maynila
- 2000: Ipinanganak na ang taong papatay sa iyo
- 2000: Ping Lacson: Super Cop
- 2001: Buhay kamao
- 2001: Luv Text
- 2002: Diskarte
- 2003: Lastikman
- 2003: Alab ng lahi
- 2004: Feng Shui
- 2004: Takaw-tingin
- 2005: La visa loca
- 2005: Ang anak ni Brocka
- 2005: Ispiritista: Itay, may moomoo
- 2005–2006: Daddy di do du (Fernsehserie, 5 Episoden)
- 2006: Till I Met You
- 2006: Heremias: Unang aklat – Ang alamat ng prinsesang bayawak
- 2007: Asian Treasures (Fernsehserie)
- 2007: Ful Haus (Fernsehserie)
- 2008: Iskul Bukol 20 Years After (Ungasis and Escaleras Adventure)
- 2009: Totoy Bato (Fernsehserie)
- 2009: Ang panday
- 2009: Ang darling kong aswang
- 2009–2010: Daisy siete (Fernsehserie, 2 Episoden)
- 2010: Langit sa piling mo (Fernsehserie)
- 2011: Alakdana (Fernsehserie)
- 2011: Pak! Pak! My Dr. Kwak!
- 2011: 100 Days to Heaven (Fernsehserie, 6 Episoden)
- 2011: Guns and Roses (Fernsehserie, 51 Episoden)
- 2011: Ikaw ay pag-ibig (Fernsehserie, 4 Episoden)
- 2011: Ang panday 2
- 2012: Dahil sa pag-ibig (Fernsehserie, 78 Episoden)
- 2012: Lorenzo's Time (Fernsehserie, 2 Episoden)
- 2012: Wansapanataym (Fernsehserie, Episode 1x109)
- 2012: El Presidente
- 2013: Kahit konting pagtingin (Fernsehserie)
- 2013: Little Champ (Fernsehserie)
- 2013: Got to Believe (Fernsehserie)
- 2014: Maalaala mo kaya (Fernsehserie, Episode 1x1014)
- 2014: Feng Shui 2
- 2016: Magtanggol
- 2017: Ang panday
- 2018: Oda sa wala
- 2019: The Mall, the Merrier!
- 2020: Suarez: The Healing Priest

### Synchronsprecher (Auswahl)
- 1977: Chôdenji mashin Borutesu Faibu (Zeichentrickserie)
- 1986: Pepe Saclao: Public Enemy No. 1 (Erzähler)
- 1990: Hukom .45 (Erzähler)
- 1993: Noli me tangere (Fernsehserie, Episode 1x01, Sprechrolle)
- 2005: Exodus: Tales from the Enchanted Kingdom (Sprechrolle)